# Чарна-Весь (Сілезьке воєводство)
Чарна-Весь (пол. Czarna Wieś) — село в Польщі, у гміні Вренчиця-Велька Клобуцького повіту Сілезького воєводства.
Населення — 584 особи (2011).
У 1975-1998 роках село належало до Ченстоховського воєводства.

## Демографія
Демографічна структура станом на 31 березня 2011 року:
|          | Загалом | Допрацездатний вік | Працездатний вік | Постпрацездатний вік |
| -------- | ------- | ------------------ | ---------------- | -------------------- |
| Чоловіки | 287     | 73                 | 191              | 23                   |
| Жінки    | 297     | 63                 | 165              | 69                   |
| Разом    | 584     | 136                | 356              | 92                   |